# پانسا همویبون
پانسا همویبون (تایلندی: พรรษา เหมวิบูลย์؛ زادهٔ ۸ ژوئیهٔ ۱۹۹۰) بازیکن فوتبال اهل تایلند است.
او همچنین در تیم ملی فوتبال تیم ملی فوتبال تایلند بازی کرده‌است.